# Гейдар Гельгусон
Гейдар Гельгусон (ісл. Heiðar Helguson, нар. 22 серпня 1977, Акурейрі) — колишній ісландський футболіст, нападник. Футболіст року в Ісландії (2011).
Більшу частину кар'єри провів виступаючи за англійські клуби, а також національну збірну Ісландії.

## Клубна кар'єра
У дорослому футболі дебютував 1997 року виступами за команду «Троттур», в якій провів один сезон, взявши участь у 12 матчах чемпіонату.

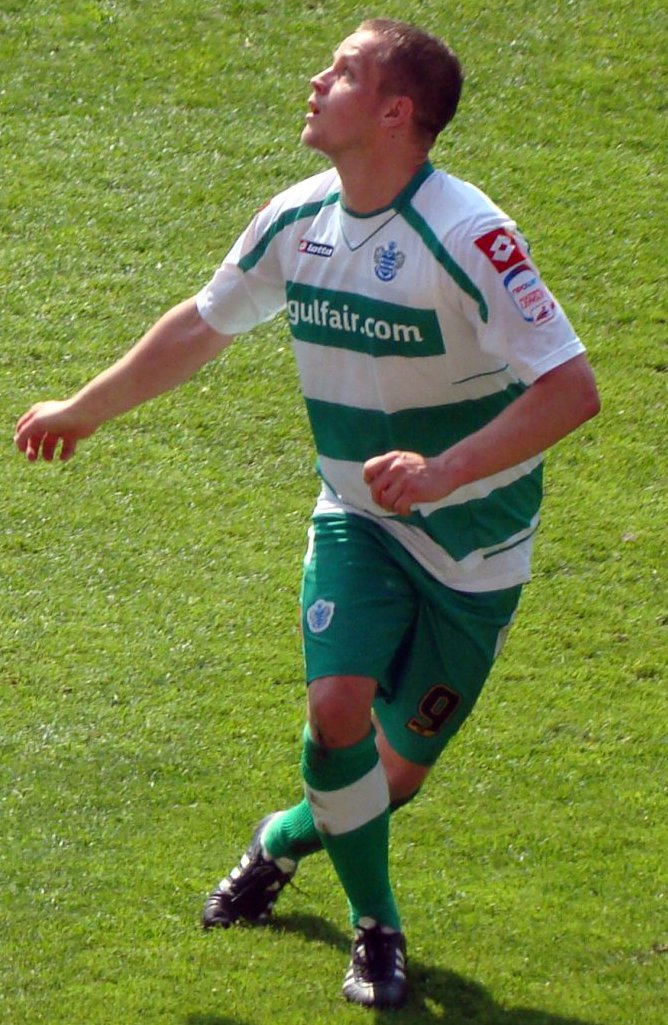
Гейдар Гельгусон під час виступів за КПР. 23 квітня 2011 року.

Протягом 1998—1999 років захищав кольори норвезького «Ліллестрема».
Своєю грою за останню команду привернув увагу представників тренерського штабу англійського «Вотфорда», до складу якого приєднався на початку 2000 року. Влітку того ж року клуб зайняв останнє 20 місце в Прем'єр-лізі і покинув еліту. Після цього ісландець відіграв за клуб з Вотфорда ще п'ять сезонів своєї ігрової кар'єри у Чемпіоншіпі, будучи основним гравцем атакувальної ланки команди, проте так і не зміг допомогти команді повернутись у найвищий дивізіон.
З 2005 року став знову виступати у Прем'єр-лізі, граючи за «Фулгем» та «Болтон Вондерерз».
В листопаді 2008 року на правах оренди перейшов у «Квінз Парк Рейнджерс» з Чемпіоншіпу, який вже у січні 2009 року викупив контракт гравця. Всього Гейдар встиг зіграти за лондонську команду 75 матчів в національному чемпіонаті. Виступи за КПР переривалися орендою в «Вотфорд» в сезоні 2009/10.
Завершив професійну ігрову кар'єру у клубі «Кардіфф Сіті», за який виступав протягом сезону 2012/13 років і допоміг команді виграти Чемпіоншіп та вперше в своїй історії вийти в Прем'єр-лігу.

## Виступи за збірні
1994 року дебютував у складі юнацької збірної Ісландії, взяв участь у 18 іграх на юнацькому рівні, відзначившись 2 забитими голами.
Протягом 1997—1999 років залучався до складу молодіжної збірної Ісландії. На молодіжному рівні зіграв у 6 офіційних матчах, забив 1 гол.
1999 року дебютував в офіційних матчах у складі національної збірної Ісландії. Протягом кар'єри у національній команді, яка тривала 13 років, провів у формі головної команди країни 55 матчів, забивши 12 голів.

## Досягнення
- Футболіст року в Ісландії: 2011
- Спортсмен року в Ісландії: 2011
- Гравець сезону у «Вотфорді»: 2004/05